# Ogra
Ogra (deutsch Ugern, ungarisch Marosugra oder Ugra) ist eine Gemeinde im Kreis Mureș in der Region Siebenbürgen in Rumänien.

## Geographische Lage

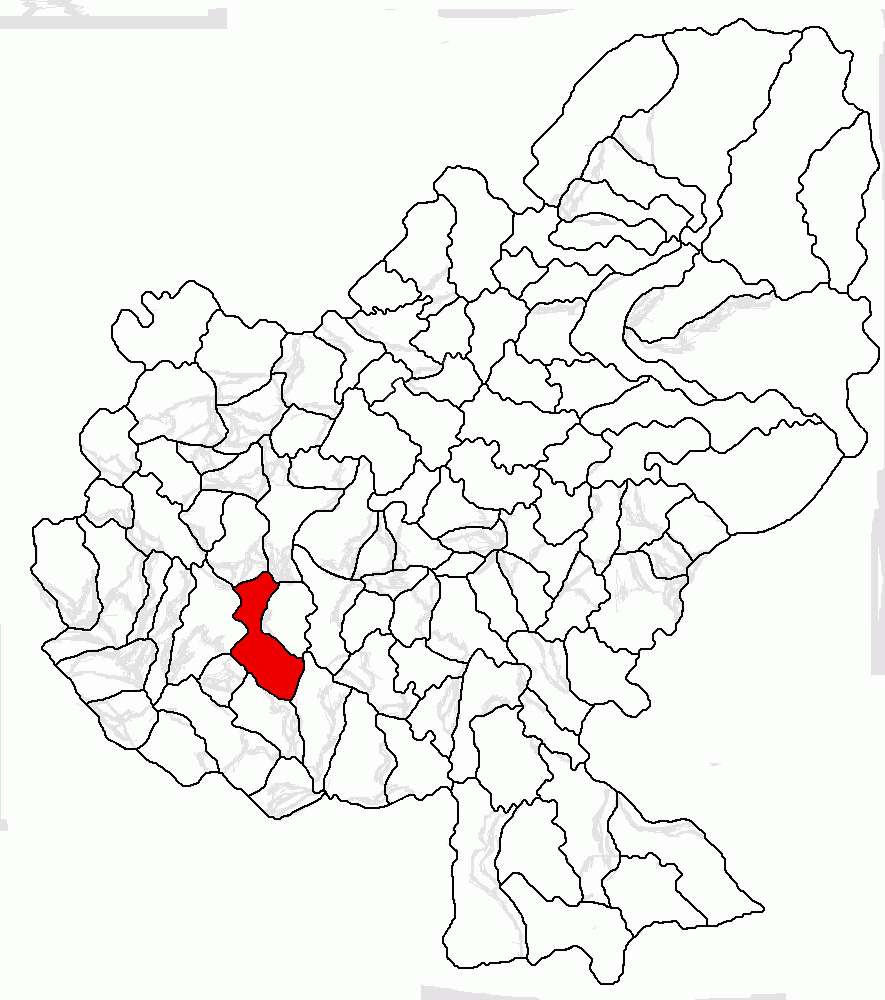
Lage der Gemeinde Ogra im Kreis Mureș

Die Gemeinde Ogra liegt im Norden des Kokeltals (Podișul Târnavelor) im südwestlichen Teil des Kreises Mureș. Am Oberlauf des Mureș (Mieresch), der Nationalstraße DN15 – hier Teil der Europastraße 60 – und der Bahnstrecke Alba Iulia–Târgu Mureș, befindet sich der Ort Ogra sechs Kilometer östlich von der Stadt Iernut (Radnuten) und 24 Kilometer südwestlich von der Kreishauptstadt Târgu Mureș (Neumarkt am Mieresch) entfernt.
Die vier eingemeindeten Dörfer befinden sich etwa vier bis acht Kilometer vom Gemeindezentrum entfernt.

## Geschichte
Der Ort Ogra wurde erstmals 1367 urkundlich erwähnt. Im Mittelalter gehörte Orga zum Landgut des heutigen zwei Kilometer entfernten Ortes Sânpaul. 1803 erwarb die ungarische Adelsfamilie Haller für den Ort das Marktrecht und errichtete hier ein Landhaus.
Außer ein paar archäologische Funde der Hallstattzeit, welche laut J. F. Niegebauer und M. Roska den Skythen zugeordnet wurden, befindet sich zwischen einer Römerstraße und dem Mureș ein Hügelgrab, welches noch keinem Zeitalter zugeordnet wurde.
Im Königreich Ungarn gehörte die heutige Gemeinde zum Teil dem Stuhlbezirk Radnót (Iernut) im Komitat Klein-Kokelburg; die eingemeindeten Dörfer Dileu Vechi (ungarisch Oláhdellő) und Vaideiu (Neudorf) dem Stuhlbezirk Marosludas (Luduș) im Komitat Torda-Aranyos an. Anschließend gehörten die Dörfer dem historischen Kreis Târnava-Mică bzw. Mureș und ab 1950 dem heutigen Kreis Mureș.
Im Herbst 1944 fanden auf dem Gebiet der Gemeinde am Mureș schwere Kämpfe, zwischen deutschen und den sowjetischen und rumänischen Truppen andererseits, statt.

## Bevölkerung
Die Bevölkerung der Gemeinde Ogra entwickelte sich wie folgt:
| 1850 | 2.930 | 2.166 | 531   | - | 233            |
| 1941 | 4.134 | 2.692 | 1.207 | 4 | 231            |
| 1966 | 3.535 | 2.131 | 1.135 | 4 | 265            |
| 2002 | 2.441 | 1.266 | 634   | 3 | 538            |
| 2011 | 2.387 | 1.081 | 508   | 3 | 795 (Roma 697) |
| 2021 | 2.442 | 823   | 387   | - | 1.232          |

Seit 1850 wurde auf dem Gebiet der heutigen Gemeinde die höchste Einwohnerzahl und die der Rumänen 1941 registriert. Die höchste Einwohnerzahl der Magyaren (1.406) wurde 1930, die der Rumäniendeutschen 1941 und 1966 und die der Roma (988) 2021 ermittelt.

## Sehenswürdigkeiten
- Im Gemeindezentrum das Herrenhaus Haller,[7] im 17. Jahrhundert errichtet, steht unter Denkmalschutz,[8] und die reformierte Kirche.
- Im eingemeindeten Dorf Dileu Vechi die reformierte Kirche, 1908 errichtet.[9]
- Im eingemeindeten Dorf Vaideiu die Holzkirche Sfinții Arhangheli, 1866 errichtet und 1899 erneuert, hat am 6. Dezember 2017 gebrannt, konnte aber noch rechtzeitig gelöscht werden.[10]

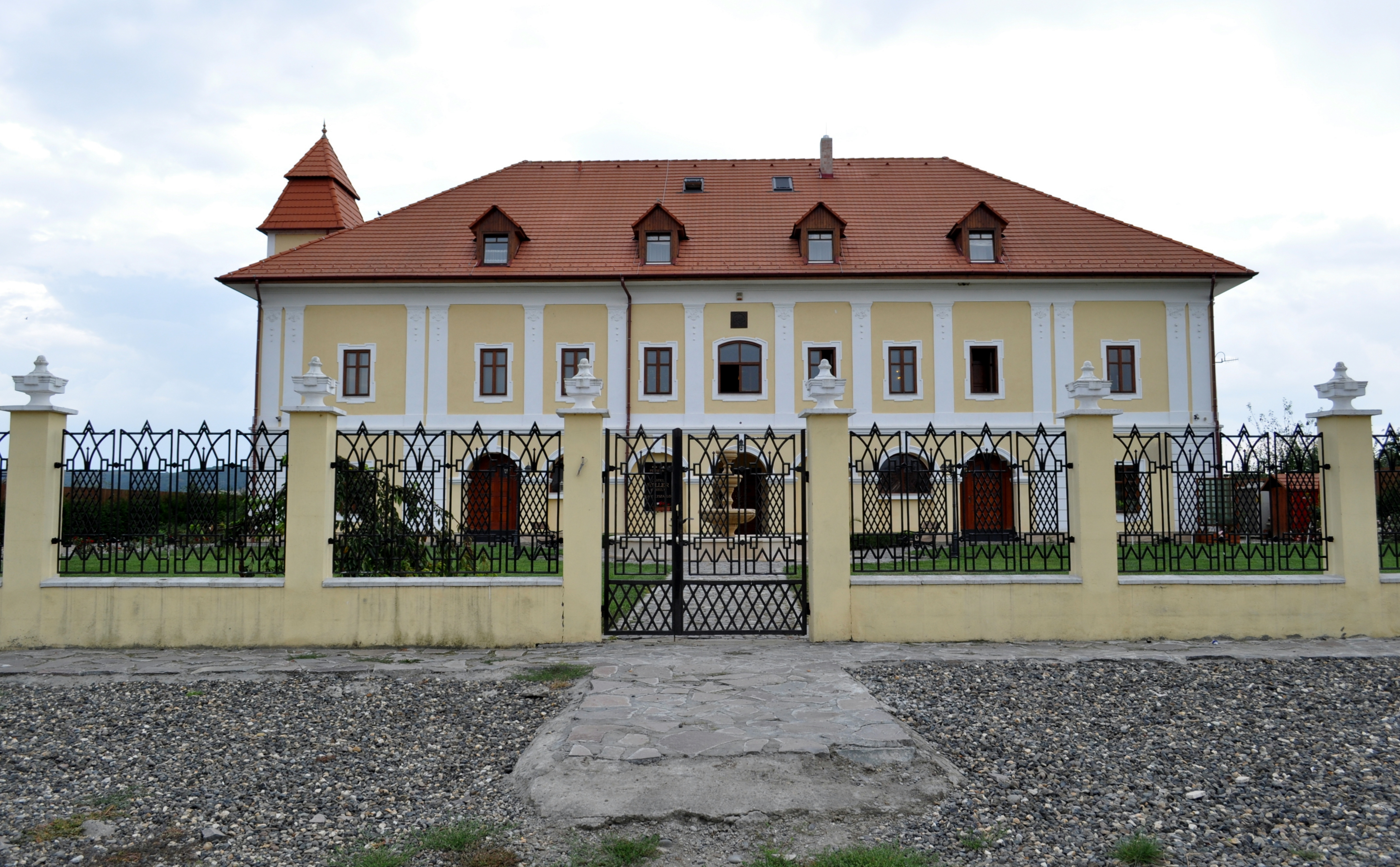
Herrenhaus Haller
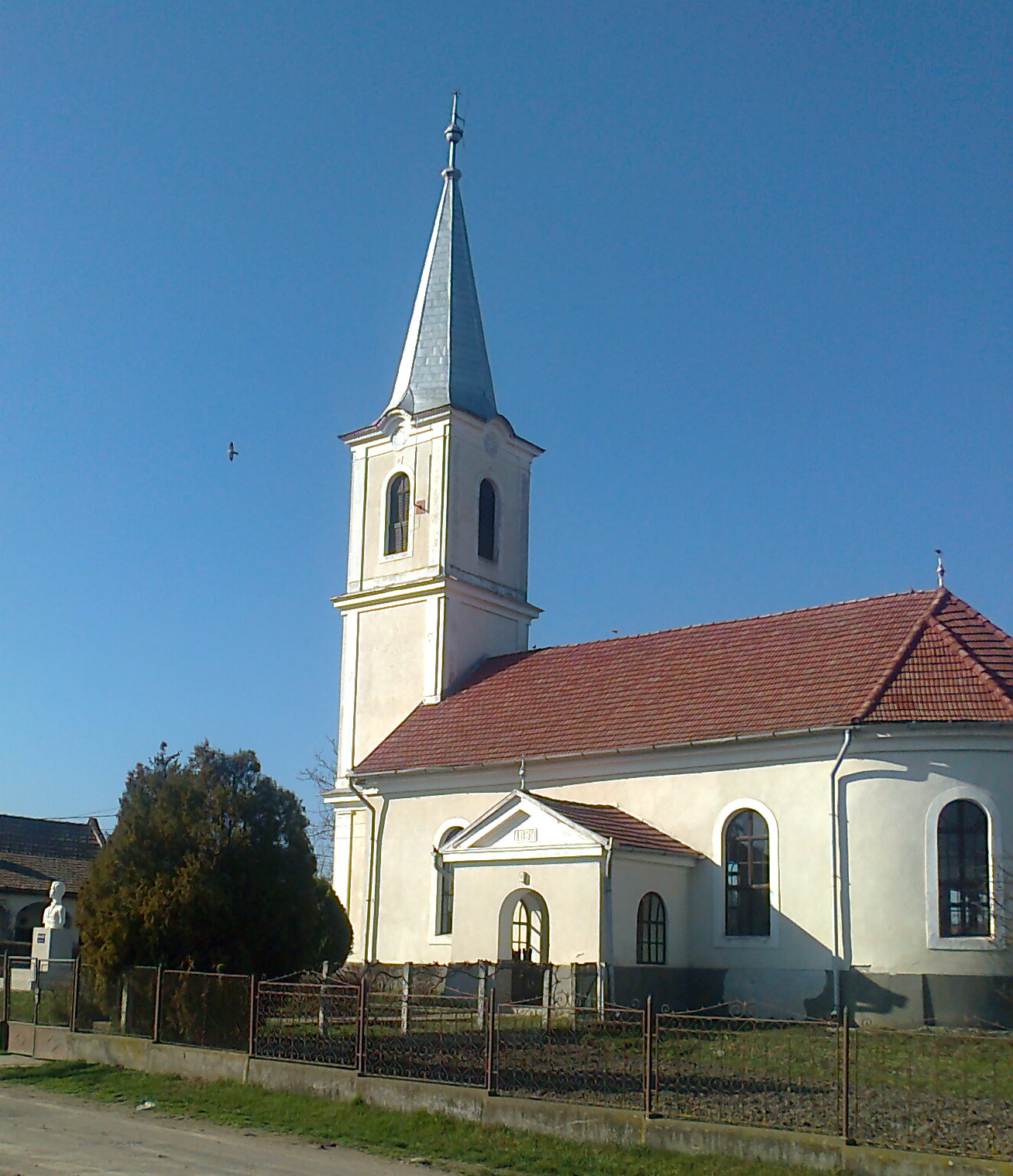
Reformierte Kirche in Ogra
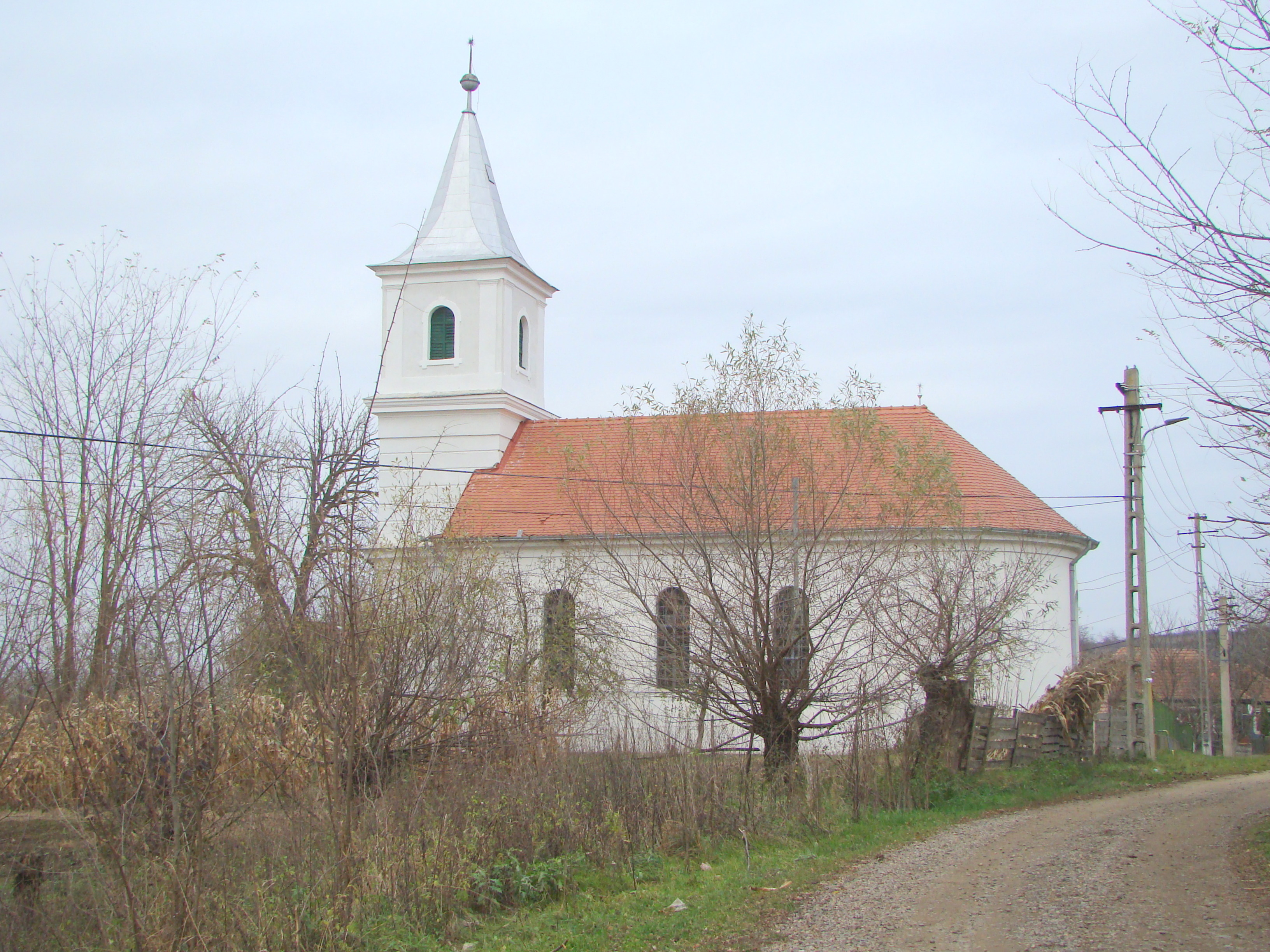
Reformierte Kirche in Dileu Vechi
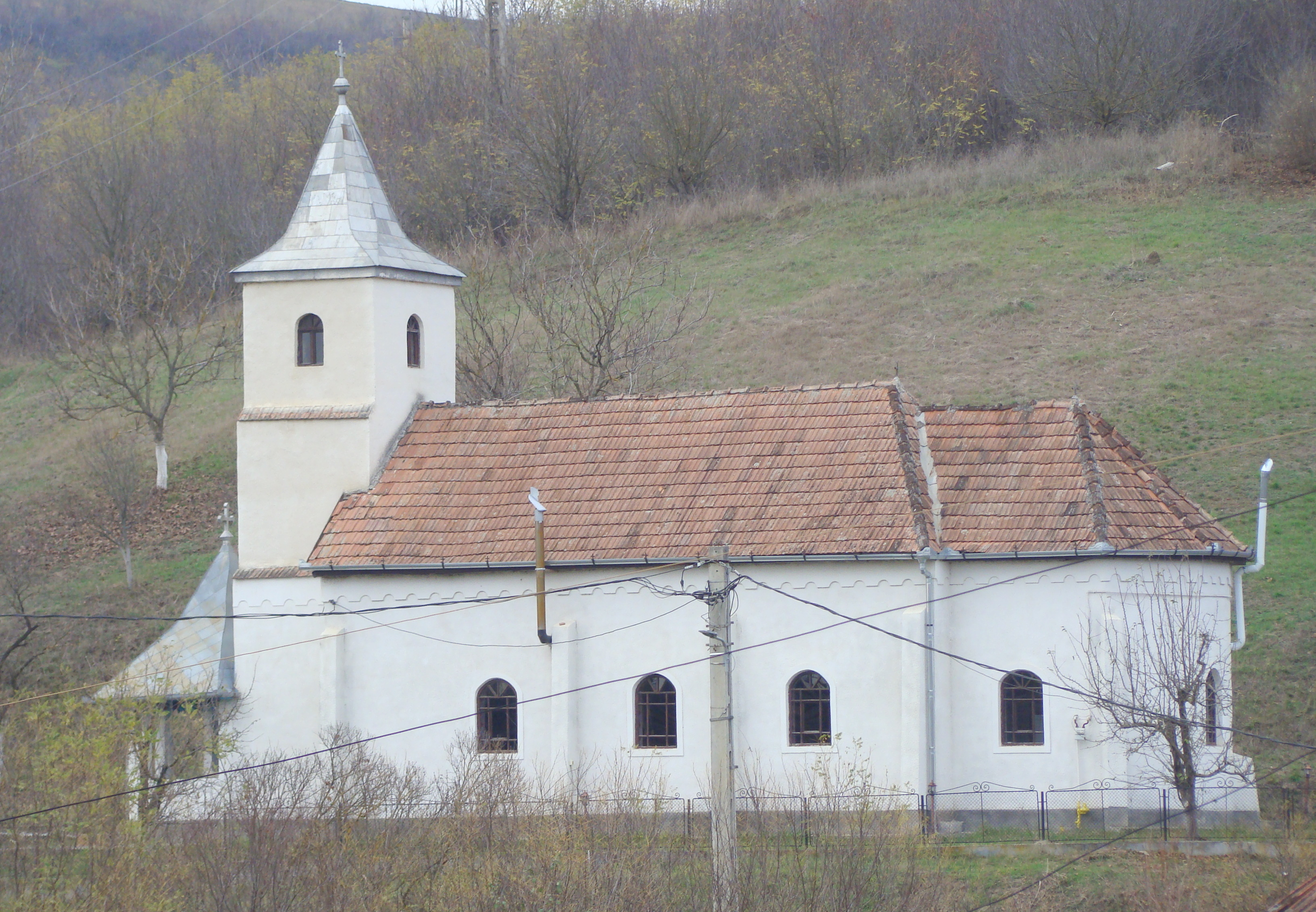
Orthodoxe Kirche in Dileu Vechi
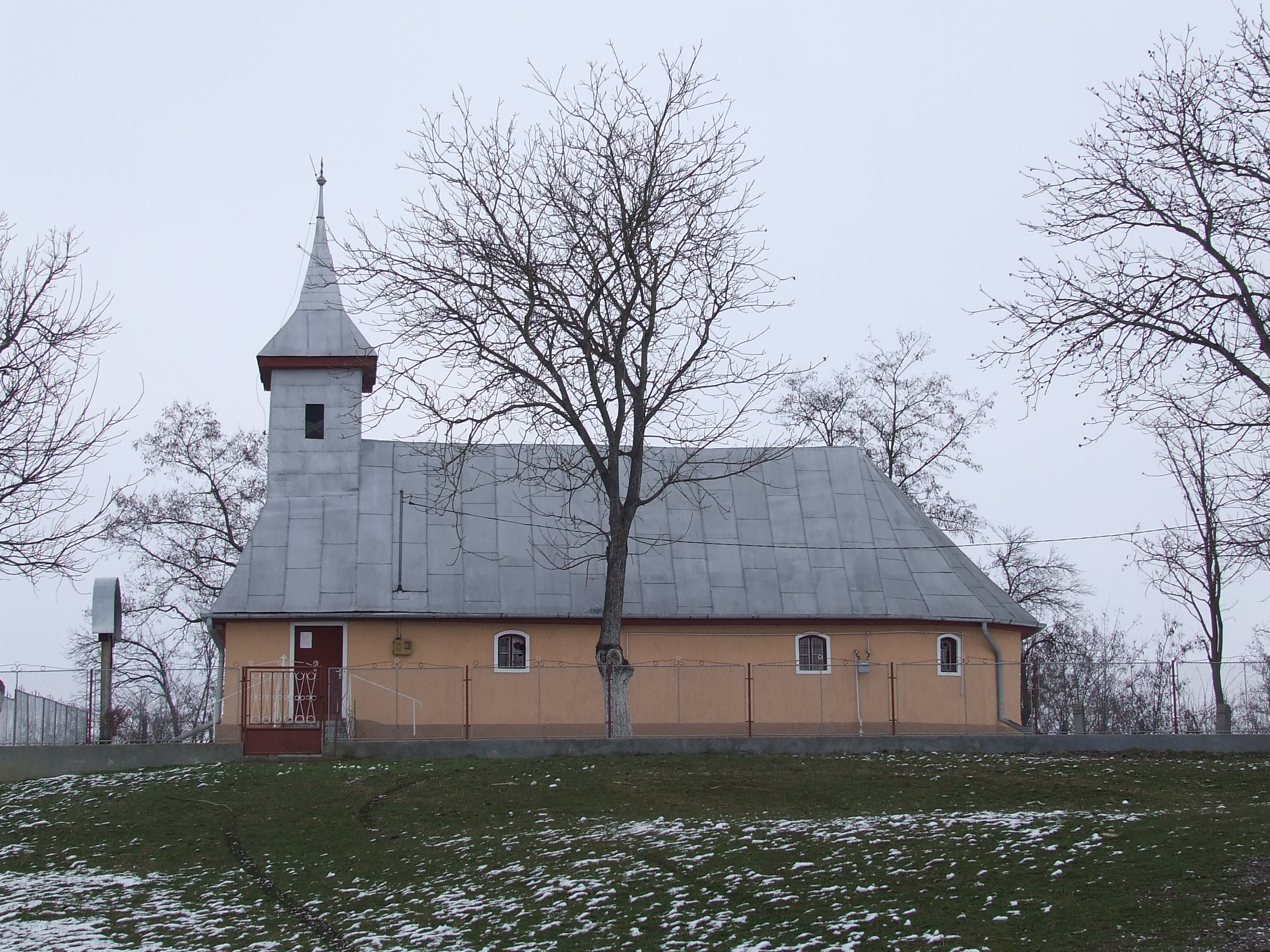
Holzkirche in Vaideiu

## Persönlichkeit
- Gheorghe Guțiu (1924–2011), war ein rumänischer griechisch-katholischer Bischof im Bistum Cluj-Gherla.